# Twierdzenie Heinego-Borela
Twierdzenie Heinego-Borela charakteryzuje zbiory zwarte w przestrzeni euklidesowej. Twierdzenie to najprawdopodobniej udowodnił wcześniej Dirichlet, przypisywane jest jednak Heinemu i Borelowi.

## Teza
Podzbiór przestrzeni euklidesowej jest zwarty wtedy i tylko wtedy, gdy jest ograniczony i domknięty.